# Fivizzano
Fivizzano – miejscowość i gmina we Włoszech, w regionie Toskania, w prowincji Massa-Carrara.
Według danych na rok 2004 gminę zamieszkiwały 9144 osoby, 50,8 os./km².